# Dosarul „Nana”
Dosarul „Nana” este un caz cu suspiciuni de corupție aflat încă în curs de anchetă în România începând cu anul 2014. El privește un transfer a aproape 2.000 de hectare, în cursul procesului de reconstituire a dreptului de proprietate al persoanelor deposedate în timpul colectivizării comuniste și al urmașilor lor în comuna Nana. În cadrul acestui caz, procurorii au formulat acuzații de conflicte de interese, abuz în serviciu, fals în înscrisuri oficiale și fals în înscrisuri sub semnătură privată împotriva unor persoane care s-au ocupat.
Guvernul României a sesizat Direcția Națională Anticorupție în privința transferului unui teren ceva mai mic de 2000 de hectare aflat în administrarea Institutului Național de Cercetare și Dezvoltare Agrcolă Fundulea. În 2007, aceste terenuri au fost trecute din domeniul public în domeniul privat al orașului Fundulea și al altor subunități administrative din județul Călărași în vederea retrocedării.
O parte dintre aceste terenuri au ajuns să fie consolidate într-o proprietate achiziționată 6 ani mai târziu de familia Băsescu.

## Evenimentele vizate
Pentru perioada de după mandatul său prezidențial, Traian Băsescu dorea să se ocupe de afaceri cu agricultură, unde căuta să dețină o fermă cu teren arabil și livadă. Problema în România la acea dată era fărâmițarea proprietății funciare, ceea ce făcea dificilă găsirea de terenuri consolidate.
Băsescu a profitat pe de o parte de faptul că la acea dată terenurile agricole din România aveau prețuri relativ scăzute, și de faptul că, deși el nu era eligibil pentru un credit ipotecar, fiica sa, Ioana, care activa ca notar și avea venituri mai consistente, era. Un teren consolidat și de vânzare a fost găsit în proprietatea firmei Berfige SRL, o mică firmă bucureșteană prin care familia italiană Bertola făcea afaceri imobiliare, achiziționând multiple terenuri agricole și consolidându-le în proprietăți unice pe care le putea vinde la prețuri mai favorabile.
Astfel, Ioana Băsescu a contractat un credit bancar la CEC Bank și în septembrie 2013 a cumpărat respectivul teren aflat pe teritoriul comunei Nana din județul Călărași, la est de București, teren consolidat de familia Bertola din mici proprietăți rezultate în urma dizolvării Întreprinderii Agricole de Stat (IAS) Buciumeni.

## Ancheta
La solicitarea parlamentarilor de la Partidul Social Democrat, Parlamentul a deschis o anchetă parlamentară, care să verifice tranzacțiile cu terenuri din respectiva comună. Aceasta a relevat că Adrian Rădulescu, consilier al președintelui, a transmis unele documente legate de proprietatea de la Nana autorităților locale din comună.
La scurt timp însă, comisia parlamentară de anchetă s-a dizolvat, deoarece o anchetă pe aceeași temă a fost demarată de Parchetul General. În această anchetă, sunt vizate o serie de persoane care, sub autoritatea Consiliului Județean Călărași, au făcut transferul unor suprafețe de teren din proprietatea publică a Institutului Național de Cercetare și Dezvoltare Agrcolă Fundulea în vederea reconstituirii dreptului la proprietate al unor proprietarilor de drept sau a urmașilor celor care își pierduseră terenurile în timpul colectivizării comuniste. Parchetul susține că suspecții din dosar au efectuat retrocedări în conflict de interese și că au favorizat apropiați ai lor în cursul reconstituirii dreptului la proprietate.
În 5 mai 2015, Parchetul General a finalizat rechizitoriul privind constituirea unui grup infracțional organizat, fals material în înscrisuri oficiale, conflict de fals intelectual, uz de fals, fals în înscrisuri sub semnătură privată, abuz în serviciu, spălare de bani și fals în declarații, după ce, cu un an înainte, Corpul de Control al Guvernului Ponta a sesizat procuratura în legătură cu legalitatea retrocedărilor de terenuri agricole amplasate pe raza localității Nana, județul Călărași și a sesizat Tribunalul Călărași care a amânat, până în prezent, 34 de termene de judecată.
Prejudiciul calculat de procurori în acest dosar privește nu doar terenurile care au ajuns la Ioana Băsescu, ci suprafețe mult mai mari de teren. Conform unei expertize tehnice întocmite în 7 iulie 2014, valoarea prejudiciului se ridica, la data producerii lui, la 3.204.558,83 lei, valoare actualizată în același an la 6.565.831 de lei.

## Situația terenurilor
Până în 2016, Traian Băsescu își pusese deoparte planurile de retragere din viața politică și, din calitatea de președinte de onoare al PMP, a candidat și a obținut un mandat de senator de București. Terenul achiziționat de Ioana Băsescu fusese oricum încă de la achiziționare arendat societății SC AgroGreen Nana SRL, asociație agricolă din comună, controlată de Elena Udrea.
În prezent, 735 de hectare din terenul retrocedat în 2007 (inclusiv cel achiziționat de Ioana Băsescu pentru tatăl ei) a fost pus sub sechestru, măsura fiind decisă de Parchetul General pe 16 februarie 2015, în dosarul în care procurorii Parchetului General cercetează retrocedarea respectivelor suprafețe.